# Blakiella bartsiifolia
Blakiella es un género monotípico de plantas herbáceas, perteneciente a la familia Asteraceae.  Su única especie: Blakiella bartsiifolia,  es originaria del páramo de Venezuela en Mérida.

## Descripción
Esta especie es una hierba perenne que produce varios tallos no ramificados de hasta 30 centímetros de altura a partir de una base leñosa. Las hojas están recubiertas de tricomas glandulares que tienen gotas de exudado pegajoso, que es probablemente de protección contra la radiación solar. Las cabezas de las flores contienen las flores amarillas. Esta planta se produce en hábitat de páramo de alta montaña, apoderándose en pequeñas acumulaciones de materia orgánica en las fisuras rocosas y grietas.

## Propiedades
Blakiella bartsiifolia contiene en sus hojas dos flavonoides y un diterpeno labdánico.

## Taxonomía
Blakiella bartsiifolia fue descrita por  (S.F.Blake) Cuatrec. y publicado en el Webbia 24(1): 41. 1969.
Sinonimia
- Podocoma bartsiaefolia S.F.Blake (Cabrera) G.L.Nesom[5]